# Hrvatski Športski Klub Posušje
Lo Hrvatski Športski Klub Posušje, conosciuto semplicemente come Posušje, è una squadra di calcio di Posušje, una città della Federazione di Bosnia ed Erzegovina.

## Storia
La squadra viene fondata nel 1950 come NK Zidar (=muratore) e milita nella Područna liga Hercegovina, al tempo la terza serie. Per qualche tempo si è chiamato anche NK Mladost (=giovinezza). Nel 1963 viene aperta una miniera di bauxite nel comune di Posušje: questa diviene sponsor e ne cambia il nome in NK Boksit (=bauxite, appunto). Nei primi anni '90 nuovo cambio di nome: NK Posušje.
Dopo la dissoluzione della Jugoslavia milita nel campionato della Repubblica Croata dell'Erzeg-Bosnia e nel 1999 e nel 2000 si laurea campione. Nella seconda occasione disputa il play-off per il titolo unificato con le compagini della comunità musulmana, ma viene eliminato dal Budućnost Banovići.
Grazie al successo del 2000 si qualifica per la Premijer liga BiH unificata, riesce a mantenere la categoria fino al 2009, dopodiché a causa di problemi finanziari deve ripartire dalla categoria più bassa, Međužupanijska liga HBŽ i ZHŽ (nella zona di Posušje non ci sono altre categorie sottostanti) e cambia il nome in HŠK Posušje.
Viene subito promosso in terza divisione, la Druga liga RS, ed a oggi milita ancora in questa categoria. Nel 2018 ha perso i play-off promozione contro il Goražde.
In coppa di Bosnia il risultato più importante è stato il raggiungimento delle semifinali nel 2008, sconfitto dallo Zrinjski Mostar, poi vincitore del torneo.
I colori sociali sono il bianco-celeste a strisce verticali.
I tifosi sono chiamati Poskoci (=vipere), ma precedentemente erano noti come Torcida Posušje.

## Cronistoria
| Stagione                           | Campionato                         | Campionato                         | Campionato                         | Campionato                         | Coppa            |
| Stagione                           | Categoria                          | Liv.                               | Posizione                          | Verdetti                           | Coppa            |
| ---------------------------------- | ---------------------------------- | ---------------------------------- | ---------------------------------- | ---------------------------------- | ---------------- |
| CAMPIONATI DELLA ERZEG-BOSNIA      | CAMPIONATI DELLA ERZEG-BOSNIA      | CAMPIONATI DELLA ERZEG-BOSNIA      | CAMPIONATI DELLA ERZEG-BOSNIA      | CAMPIONATI DELLA ERZEG-BOSNIA      | Kup Herceg-Bosne |
| 1993–94                            | Prva liga HB - Nord                | I                                  | 3º su 9                            | 6º su nella classifica finale      | ???              |
| 1994–95                            | Prva liga HB - Sud                 | I                                  | 8º su 11                           |                                    | ???              |
| 1995–96                            | Prva liga HB - Ovest               | I                                  | 9º su 16                           | Ammesso alla 1.liga a girone unico | ???              |
| 1996–97                            | Prva liga HB                       | I                                  | 9º su 16                           |                                    | ???              |
| 1997–98                            | Prva liga HB                       | I                                  | 10º su 16                          |                                    | ???              |
| 1998–99                            | Prva liga HB                       | I                                  | 1º su 14                           | Campione                           | ???              |
| 1999–00                            | Prva liga HB                       | I                                  | 1º su 14                           | Campione                           | ???              |
| CAMPIONATI DELLA BOSNIA ERZEGOVINA | CAMPIONATI DELLA BOSNIA ERZEGOVINA | CAMPIONATI DELLA BOSNIA ERZEGOVINA | CAMPIONATI DELLA BOSNIA ERZEGOVINA | CAMPIONATI DELLA BOSNIA ERZEGOVINA | Coppa di Bosnia  |
| 2000–01                            | Premijer liga FBiH                 | I                                  | 8º su 22                           |                                    | Ottavi           |
| 2001–02                            | Premijer liga FBiH                 | I                                  | 11º su 16                          |                                    | Ottavi           |
| 2002–03                            | Premijer liga BiH                  | I                                  | 9º su 20                           |                                    | Sedicesimi       |
| 2003–04                            | Premijer liga BiH                  | I                                  | 10º su 16                          |                                    | Sedicesimi       |
| 2004–05                            | Premijer liga BiH                  | I                                  | 9º su 16                           |                                    | Ottavi           |
| 2005–06                            | Premijer liga BiH                  | I                                  | 10º su 16                          |                                    | Ottavi           |
| 2006–07                            | Premijer liga BiH                  | I                                  | 11º su 16                          |                                    | Ottavi           |
| 2007–08                            | Premijer liga BiH                  | I                                  | 11º su 16                          |                                    | Semifinali       |
| 2008–09                            | Premijer liga BiH                  | I                                  | 16º su 16                          | Retrocede in 1.liga                | Sedicesimi       |
| 2009–10                            | Prva liga FBiH                     | II                                 | 16º su 16                          | Ritirato                           | Ritirato         |
| 2010–11                            | MŽNL HBŽ i ZHŽ                     | IV                                 | 2º                                 | Promosso in 2.liga                 | n.q.             |
| 2011–12                            | Druga liga FBiH - Sud              | III                                | 16º su 16                          |                                    | n.q.             |
| 2012–13                            | Druga liga FBiH - Sud              | III                                | 9º su 16                           |                                    | n.q.             |
| 2013–14                            | Druga liga FBiH - Sud              | III                                | 4º su 14                           |                                    | n.q.             |
| 2014–15                            | Druga liga FBiH - Sud              | III                                | 2º su 14                           |                                    | n.q.             |
| 2015–16                            | Druga liga FBiH - Sud              | III                                | 3º su 16                           |                                    | n.q.             |
| 2016–17                            | Druga liga FBiH - Sud              | III                                | 2º su 15                           |                                    | n.q.             |
| 2017–18                            | Druga liga FBiH - Sud              | III                                | 1º su 15                           | Perde i play-off promozione        | n.q.             |
| 2018–19                            |                                    |                                    |                                    |                                    | n.q.             |

## Palmarès

### Competizioni nazionali
- Prva liga Herceg-Bosne: 2

1998-1999, 1999-2000
- Druga Liga Federacije Bosne i Hercegovine: 2

2017-2018, 2019-2020
- Prva liga Federacije Bosne i Hercegovine: 1

2020-2021

## Strutture

### Stadio

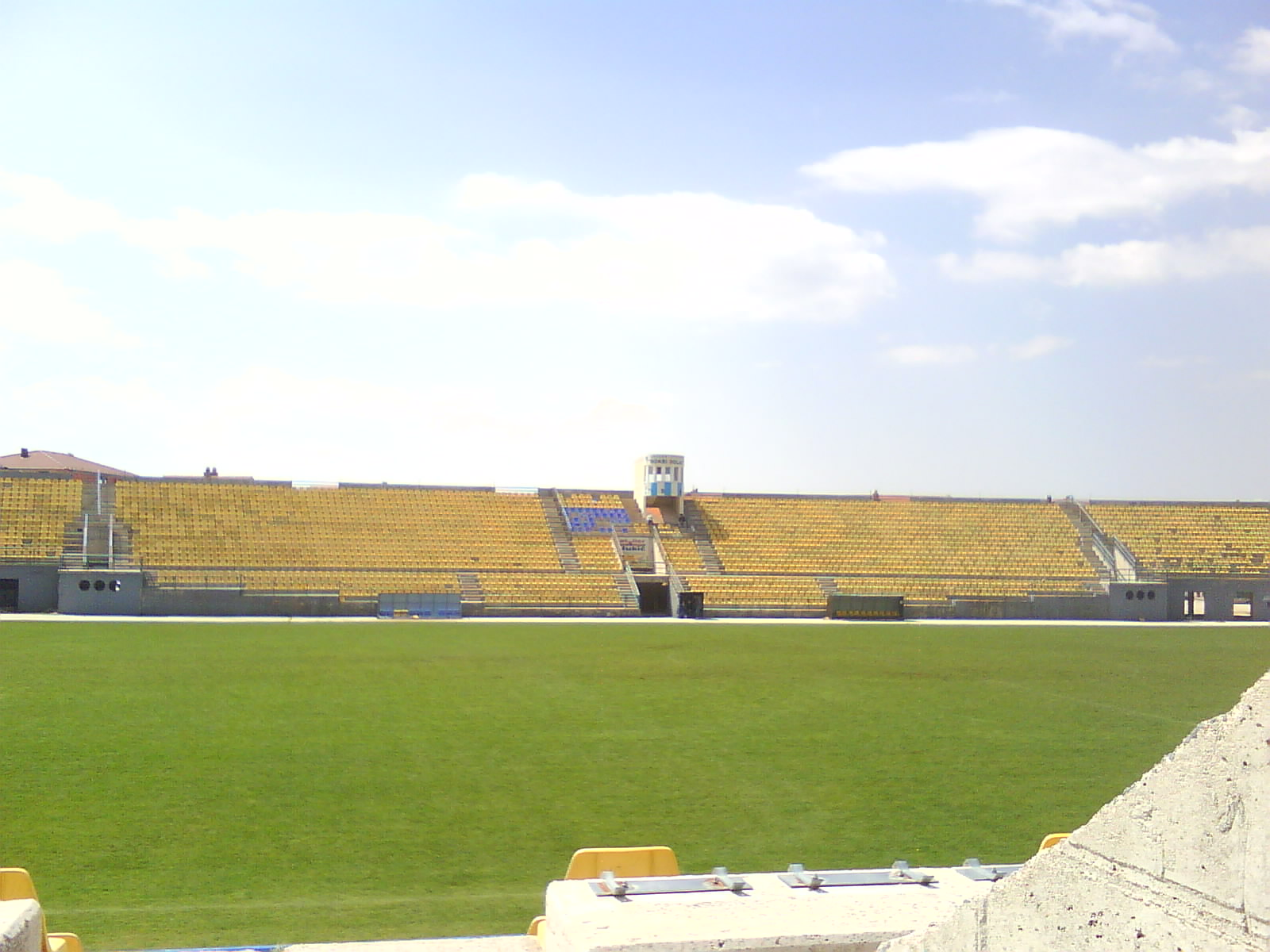
Stadio Mokri Dolac

Lo stadio è il Gradski Stadion Mokri Dolac (=stadio cittadino "valle bagnata"), un impianto con una capienza di 8000 posti (di cui 5500 a sedere). È stato rinnovato nel 1998 per riparare i danni causati dalla guerra.